# مدينة جميرا
مدينة جميرا هو منتجع سياحي خمسة نجوم في إمارة دبي وهو أكبر منتجع في إمارة دبي، يمتد على مساحة تزيد عن 40 هكتارًا من المناظر الطبيعية والحدائق. وهو مصمم ليشبه مدينة عربية تقليدية. يضم المنتجع ثلاثة فنادق بوتيك (جميرا القصر، وجميرا ميناء السلام، وجميرا النسيم) وساحة تضم 29 منزلاً صيفيًا تسمى جميرا دار المصيف.
تعكس مدينة جميرا الهندسة المعمارية في الشرق الأوسط، والتي تتميز بالأنماط الهندسية، والاستخدام المكثف للهياكل الخشبية، والتصميمات الخطية.

## الموقع
يقع المنتجع على شاطئ جميرا بجانب فندق جميرا بيتش وبرج العرب. يمكن الوصول إليه من شارع أم سقيم غرباً أو شارع جميرا جنوباً.
تقع مدينة جميرا على طول كيلومتر واحد من الشاطئ الخاص المجاور لفندق جميرا بيتش برج العرب، والحديقة المائية وايلد وادي. وهي مسافة 30 دقيقة بالسيارة تقريباً من مطار دبي الدولي في غير وقت ذروة الازدحام.

## التاريخ
لقد قام المطور ميراج ميل بالاحتفاظ بالمملكة الخلاقة (الولايات المتحدة / دبي) لإنشاء مفهوم للمنتجع. ثم قامت المملكة خلاقة بعمل كمهندس تصميم لثلاث مراحل تطوير مع معماريي د.س.أ (دبي / جنوب أفريقيا) بوصفهم مهندسي السجل. استغرق المشروع 36 شهراً لاستكمال البناء من لوحات الرسم الأولي إلى افتتاح المرحلة الأولى من المنتجع، ميناء السلام، في أيلول / سبتمبر 2003. كان المفهوم الأساسي هو إعادة الحياة كما كانت عليه بالنسبة للمقيمين على طول خور دبي، مع استكمال الممرات المائية، العبرات، أبراج الرياح والسوق المزدحم.

## التصميم

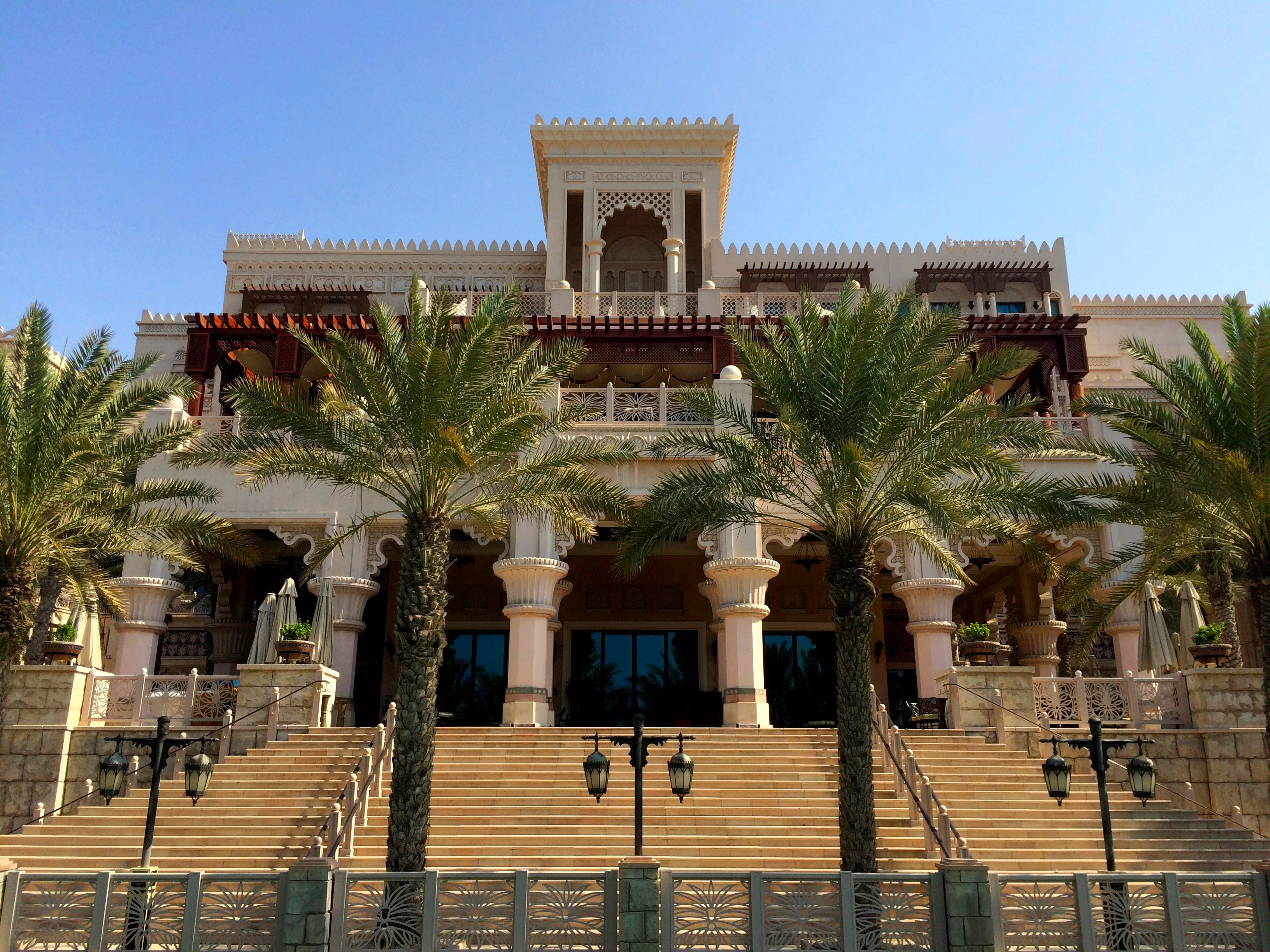
قصر الجُميرا بمدينة جميرا بالإمارات العربية المتحدة

تضم مدينة جميرا أربعة فنادق فخمة. القصر، ميناء السلام، ودار المصيف وجميرا النسيم .المنازل الصيفية العربية الواقعة حول أراضي المنتجع مع إطلالات على الشاطئ الخاص والحدائق. يوفر المنتجع أيضاً مرافق المؤتمرات والمآدب، وخيارات متنوعة لتناول الطعام، مع أكثر من 40 مطعماً تتراوح من العادية إلى تناول الطعام الرسمي، مع بعض المطاعم العالمية الشهيرة.
إن مسافة 5.4 كم من الممرات المائية تصل المناطق مختلفة من المنتجع، والتاكسي المائي (العبرة (قارب)) التي تسمح للنزلاء السفر على طولها إلى جميع أنحاء المنتجع. يكون الممر المائي في تدفق مستمر مع مياه البحر التي يتم ضخها فيه في نهاية واحدة من المنتجع وتتدفق عائدة إلى البحر في الطرف الآخر. كما أن الممرات المائية هي أيضاً ملاذ للسلاحف والتي تهدف إلى إعادة تأهيل السلاحف المصابة.

## فنادق مدينة جميرا
أبرز فنادق مدينة جميرا

#### جميرا ميناء السلام
لقد كان ميناء السلام من أول الفنادق الفخمة التي تم إكمالها، ويضم 292 غرفةً وجناحاًويوفر إمكانية الدخول المجاني إلى حديقة وايلد وادي المائية

#### جميرا القصر
يضم القصر، 292 غرفةً وجناحاً، صممت لتعكس السكن الصيفي للشيخ. وتتوفر فيه مراكز السبا، ونادي رياضي، وقاعات للمؤتمرات

#### جميرا دار المصيف
يتكون دار المصيف من 29 خلوة سكنية مستقلة من طابقين مستوحاة من المنازل الصيفية العربية التقليدية. يضم كل من «البيوت» 29، 8-11 غرفة وجناح والتي تمتد عبر أراضي المنتجع، تحيط بها الحدائق، مع البعض التي تقع على شاطئ البحر، ويمكن للضيوف الحصول خدمة الخادم الشخصي على مدار 24 ساعة وتتميز غرف الفندق بتصاميمها الأنيقة

#### جميرا النسيم
يُعد فندق جميرا النسيم دبي من الإضافات الحديثة في ضمن قائمة فنادق منتجع مدينة جميرا، ويتميز بإطلالته على فندق برج العرب، وغرفه الواسعة ويضم حمامات سباحة للبالغين و العديد من المطاعم .

## إعادة تأهيل السلاحف
إن الممرات المائية لمدينة جميرا هي ملاذ للسلاحف وتهدف إلى إيواء السلاحف المصابة قبل إطلاقها مرة أخرى إلى البرية. إن قلم سلحفاة الواقع في ميناء السلام يقع مباشرةً بين المنى ومطاعم تشنغ هي.

## معرض صور

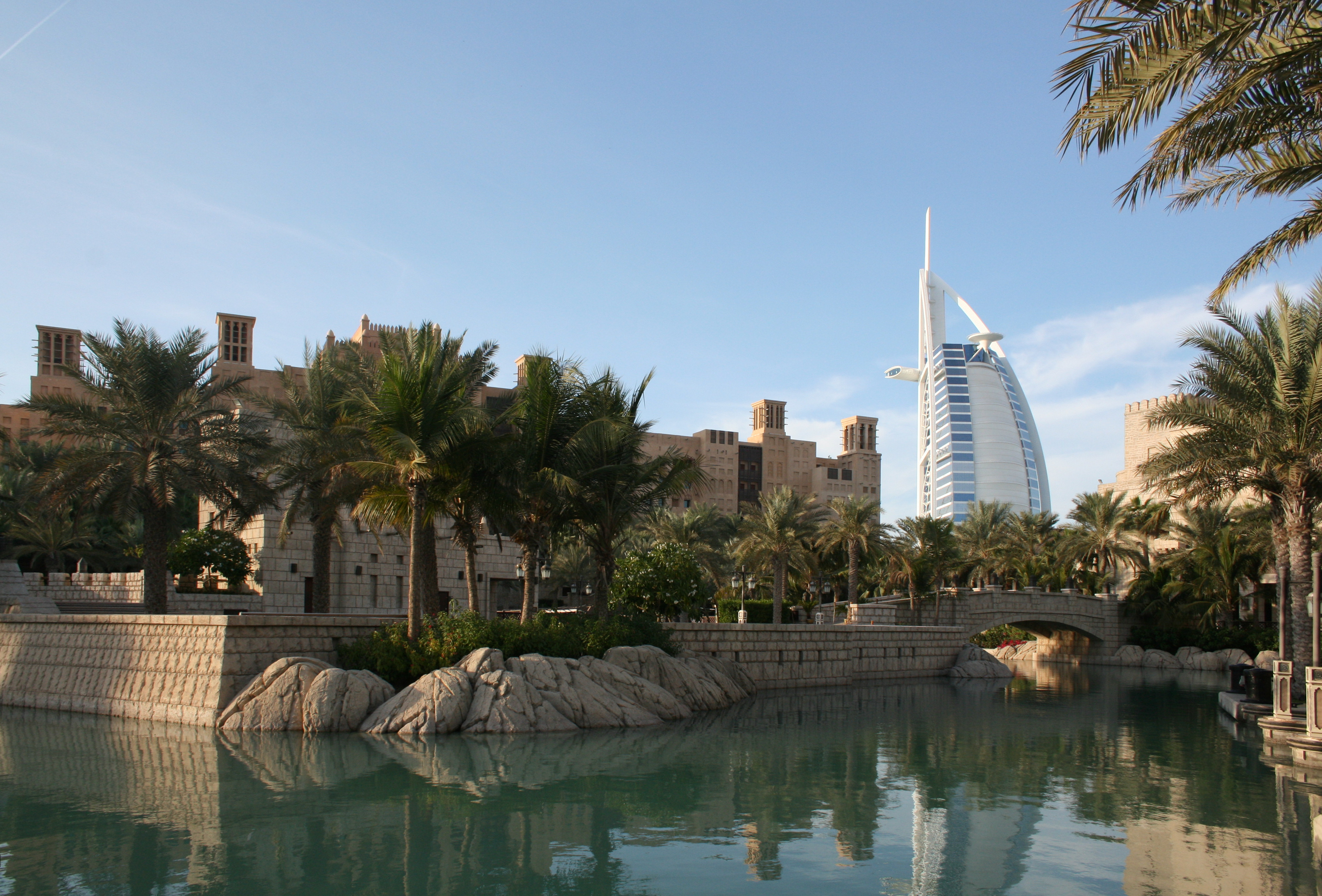
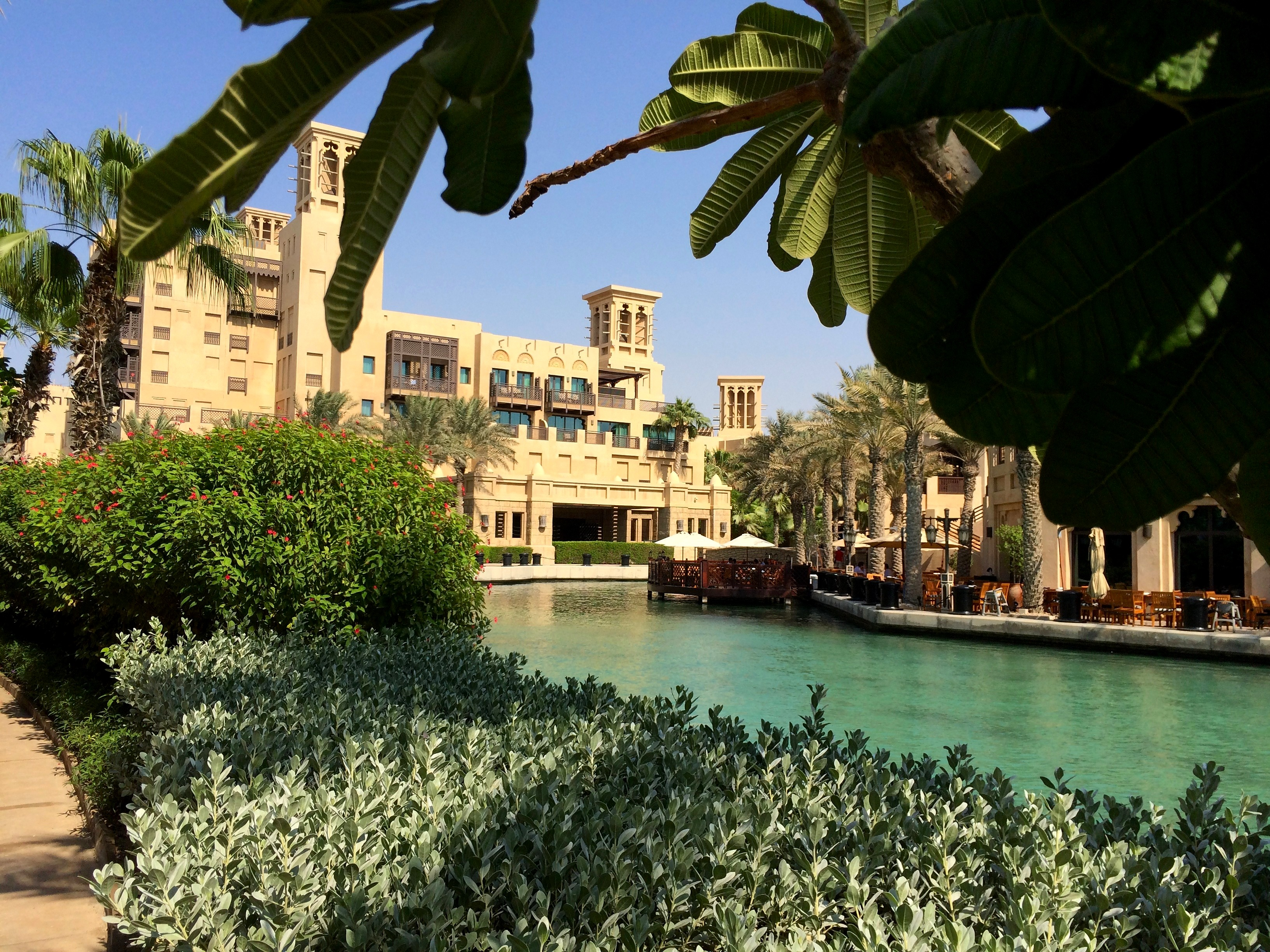
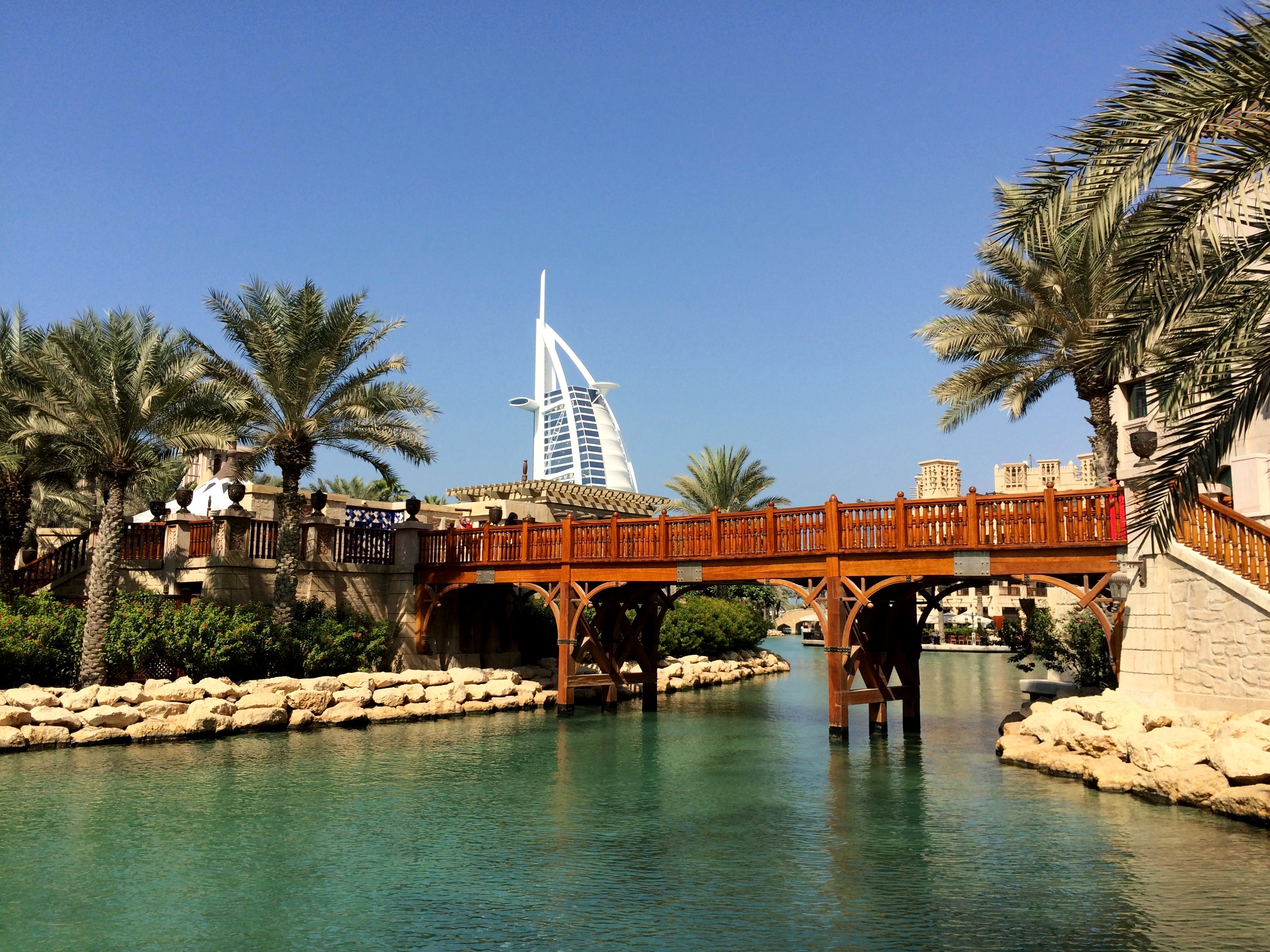
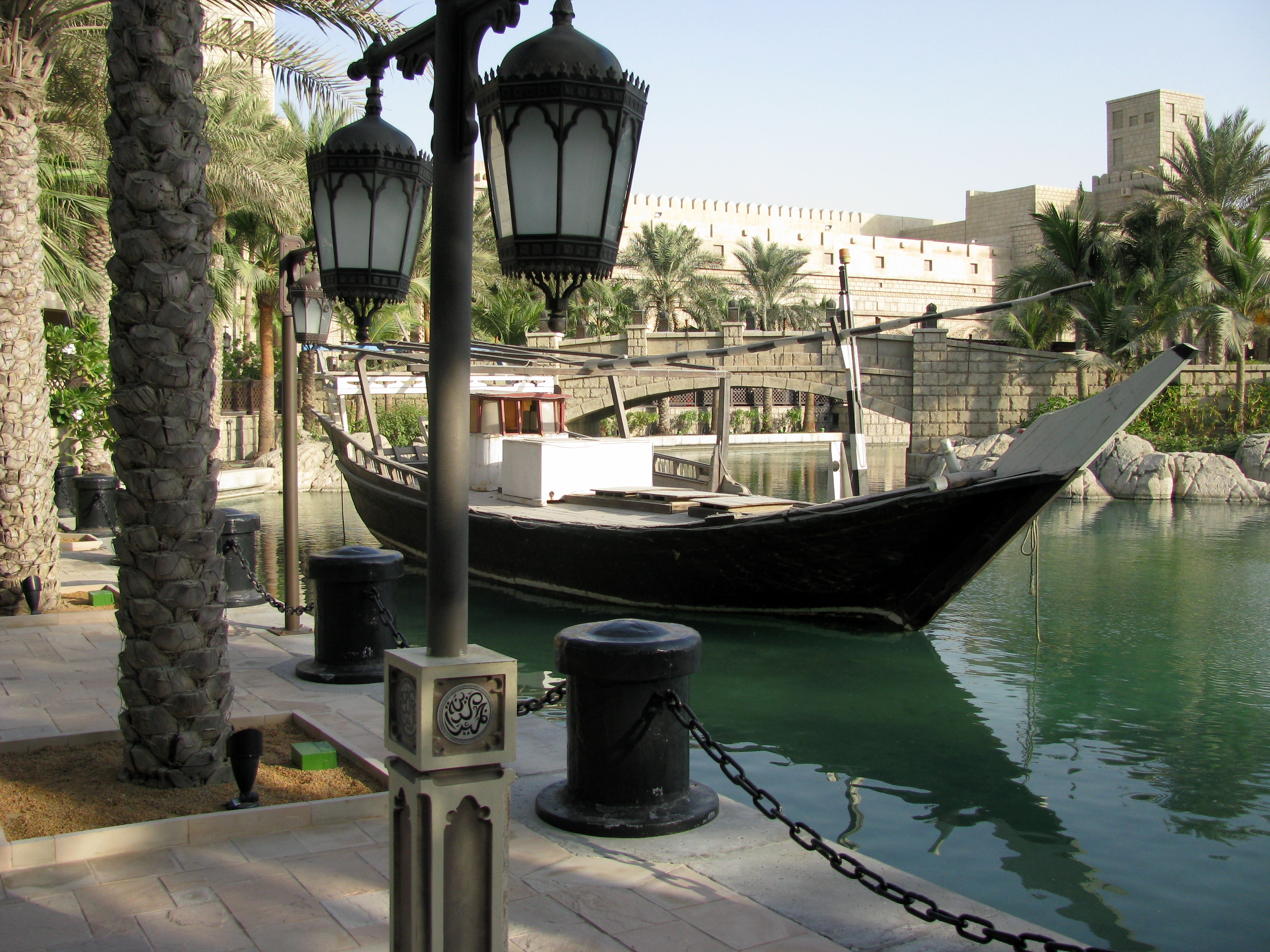
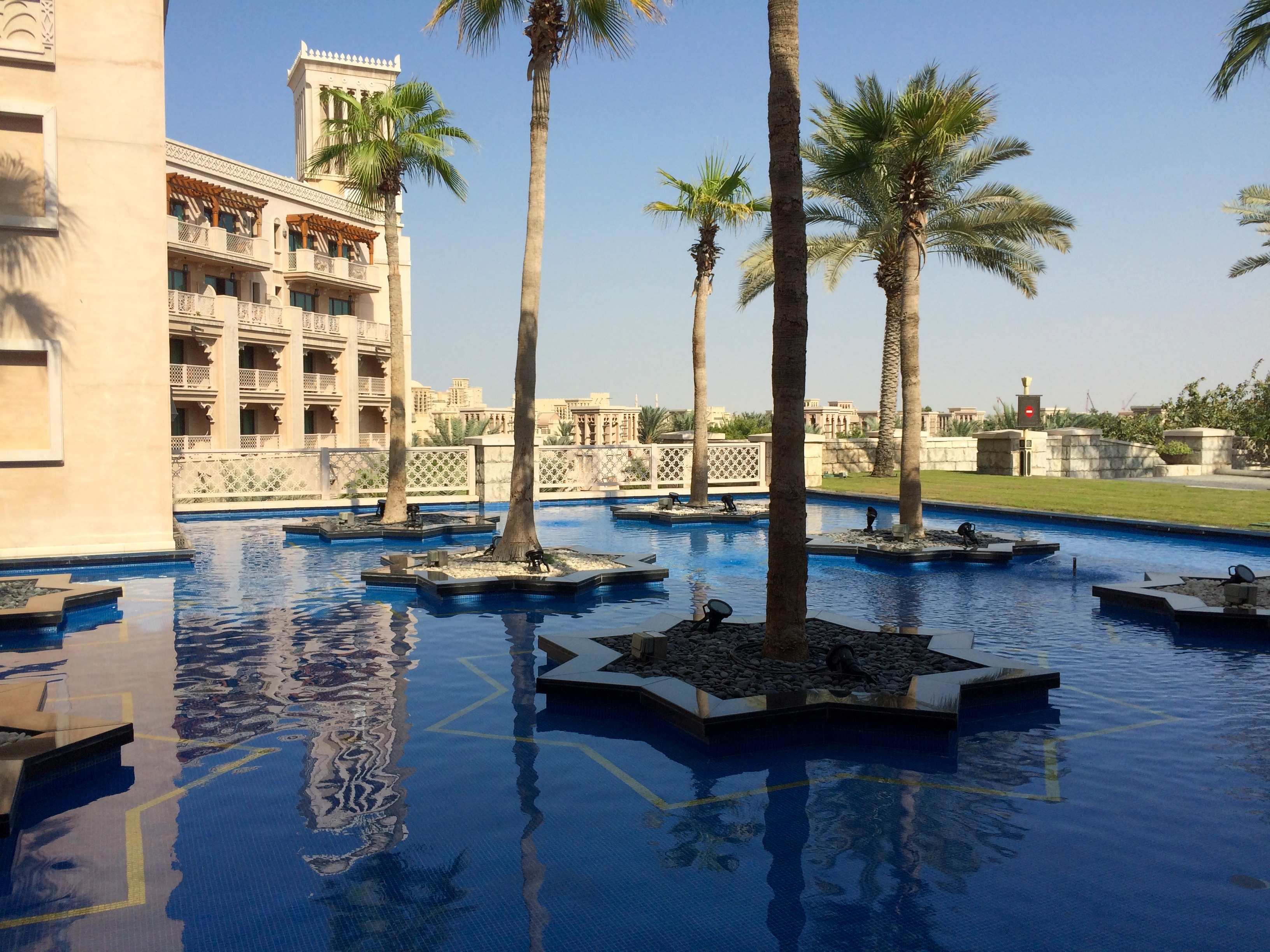
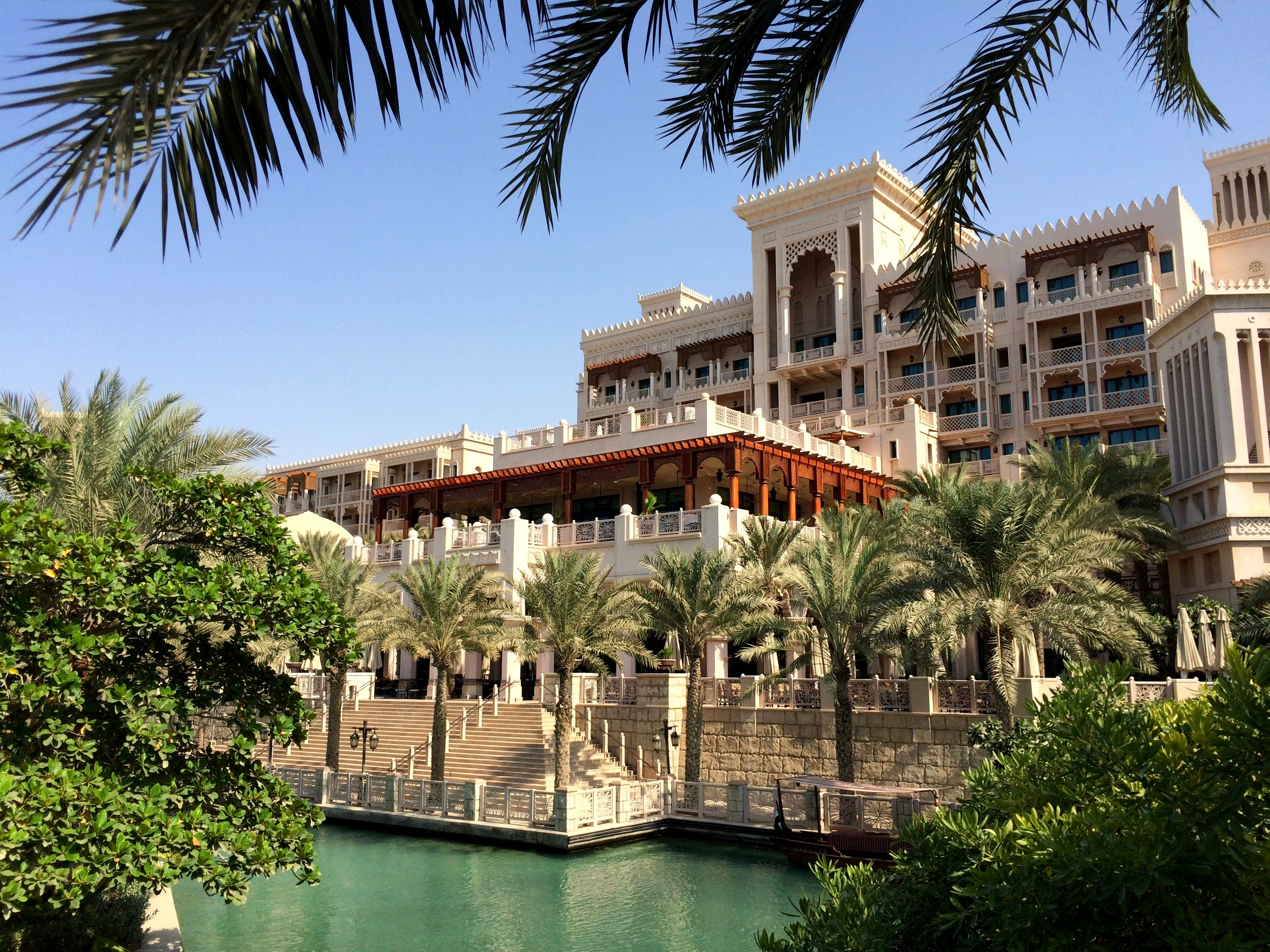

- 1=مدينة الجُميرة بدبي، الإمارات العربيَّة المتحدة

## وصلات خارجية
- الموقع الرسمي

‌